# Quiché (etnia)
Quiché (o k'iche' ) es el nombre de un pueblo nativo de Guatemala, así como el de su idioma y su nación en tiempos precolombinos. El término quiché proviene de qui (K'i), o quiy (k'iy), que significa "muchos", y che (che'), palabra maya original, que alude a un bosque o tierra de muchos árboles. El Quiché es también el nombre de un departamento de Guatemala. Q’umar Ka’aj era el centro urbano, la capital y el punto ceremonial más importante de los mayas Quiché. Es la comunidad con más documentación antigua que tiene Guatemala, actualmente el lugar más densamente poblado es Chichicastenango.

## Historia

El Quiché

El pueblo quiché es uno de los pueblos mayas nativos del altiplano guatemalteco. En tiempos precolombinos los quichés establecieron uno de los más poderosos estados de la región.  La última ciudad capital era Gumarcaaj, también conocida como Utatlán, cuyas ruinas se encuentran a dos kilómetros de Santa Cruz del Quiché, en el departamento de El Quiché, Guatemala.
Fueron conquistados en 1524 por un ejército de miles de indígenas principalmente de Tlaxcala y Valle de México, así como cientos de españoles, lidereados por Pedro de Alvarado. El último comandante del ejército quiché fue Tecún Umán, quien murió en la batalla de los Llanos del Pinal. Tecún Umán es todavía un héroe popular nacional y figura de leyenda, también es el héroe nacional de Guatemala.
El departamento de Quiché fue nombrado así en alusión a este pueblo que en su inicio ocupó el territorio denominado "Quix Ché" que significa "árboles con espinas" pues en la región abundaron los magueyes, nopales, ortigas, etc. Este departamento es la tierra ancestral del pueblo quiché y en él vive la mayor comunidad de quichés (570 985 miembros); sin embargo, en tiempos recientes este pueblo se ha dispersado por otros departamentos guatemaltecos: Totonicapán (con 405 765 quichés), Quetzaltenango (con 227 663 quichés), Sololá (con 180 488 quichés), Suchitepéquez (con 143 396 quichés).

## Economía
La agricultura ha constituido la base de la economía maya desde la época precolombina y el maíz su principal cultivo, además del algodón, los frijoles (judías), el camote (batata), la yuca (o mandioca) y el cacao. Las técnicas del hilado, el tinte y el tejido consiguieron un elevado grado de perfección. Los mayas domesticaron el pavo, pero carecían de animales de tiro o vehículos con ruedas. Fabricaban finos objetos de cerámica, que difícilmente se han superado en el Nuevo Mundo fuera de Perú. Como unidad de cambio se utilizaban las semillas de cacao y las campanillas de cobre, material que se empleaba también para trabajos ornamentales, al igual que el oro, la plata, el jade, las conchas de mar y las plumas de colores. Sin embargo, desconocían las herramientas metálicas.

## Sociedad
Los pueblos maya formaban una sociedad muy jerarquizada. Estaban gobernados por una autoridad política, el halach vinic, cuya dignidad era hereditaria por línea masculina. Este delegaba la autoridad sobre las comunidades de poblados a jefes locales o bataboob, que cumplían funciones civiles, militares y religiosas.

## Idioma
El Idioma quiché forma parte de la familia de lenguas mayenses. El número de hablantes es entre 1 y 2 millones de personas, principalmente en los departamentos de El Quiché, Totonicapán, Sololá, Quetzaltenango, Huehuetenango y Suchitepéquez. Es el idioma maya con más hablantes en Guatemala y el segundo más hablado en el país. La mayoría de los indígenas quichés también habla el idioma español, excepto en algunas áreas rurales aisladas.
El texto más famoso en idioma quiché es el Popol Vuh, que narra del origen de este pueblo desde la creación del mundo, de los dioses y de los primeros hombres y mujeres, formados de maíz, hasta la conquista española.

## Personalidades
Rigoberta Menchú, que obtuvo el Premio Nobel de la Paz en 1992, es de etnia quiché.
Humberto Ak'abal, autor quiché mundialmente reconocido y ganador de diversos premios a nivel internacional.